# Landolfo Brancaccio
Landolfo Brancaccio (* in Neapel; † 29. Oktober 1312 in Avignon) war ein Kardinal der katholischen Kirche. 

## Leben
Er stammte aus einer hochangesehenen Familie, aus der später die Kardinäle Niccolò Brancaccio, Rinaldo Brancaccio, Ludovico Bonito, Tommaso Brancaccio, Francesco Maria Brancaccio und Stefano Brancaccio hervorgingen. Um 1293 wurde er Bischof von Aversa.
Papst Coelestin V. ernannte ihn im Konsistorium vom 18. September 1294 zum Kardinaldiakon und verlieh ihm die Titeldiakonie Sant’Angelo in Pescheria. Brancaccio nahm noch im selben Jahr am Konklave teil, bei dem Bonifatius VIII. zum Papst gewählt wurde. 1295 wurde er Legat in England und kehrte im Mai 1299 von dieser Mission zurück. Am 7. August 1299 ging er in neuer Mission als Legat und Co-Administrator mit Prinz Philipp von Tarent, dem Sohn von König Karl II. von Neapel, in das Königreich Neapel. Während seiner Mission erhob sich ein Streit unter den Chorherren von Mileto über die Wahl eines neuen Bischofs. Landolfo Brancaccio entschied mit Billigung durch Papst Bonifatius VIII. zugunsten des von König Karl II. favorisierten Kandidaten. Im Streit zwischen Bonifatius VIII. und König Philipp IV. von Frankreich war er dem französischen König zugeneigt. Am Konklave 1303, das Benedikt XI. zum Past wählte, nahm Landolfo Brancaccio ebenfalls teil. Ferner war er unter den Papstwählern des Konklave 1304–1305, aus dem Clemens V. als Papst hervorging. Nach dessen Wahl und der Umsiedlung der päpstlichen Kurie nach Avignon verlor Brancaccio mehr und mehr an politischem Einfluss. Im Jahr 1308 überbrachte er zusammen mit den Kardinälen Béranger Frédol der Ältere und Étienne de Suisy dem Großmeister des Templerordens die Absolutionsbulle nach Chinon, wo er inhaftiert war. 1310 schlichtete er gemeinsam mit Kardinal Étienne de Suisy einen Streit zwischen König Philipp IV. und der Stadt Lyon. 
Landolfo Brancaccio nahm am Konzil von Vienne (1311–1312) teil. Er starb in Avignon und wurde in der dortigen Kathedrale beigesetzt.